# Szahname szacha Tahmaspa

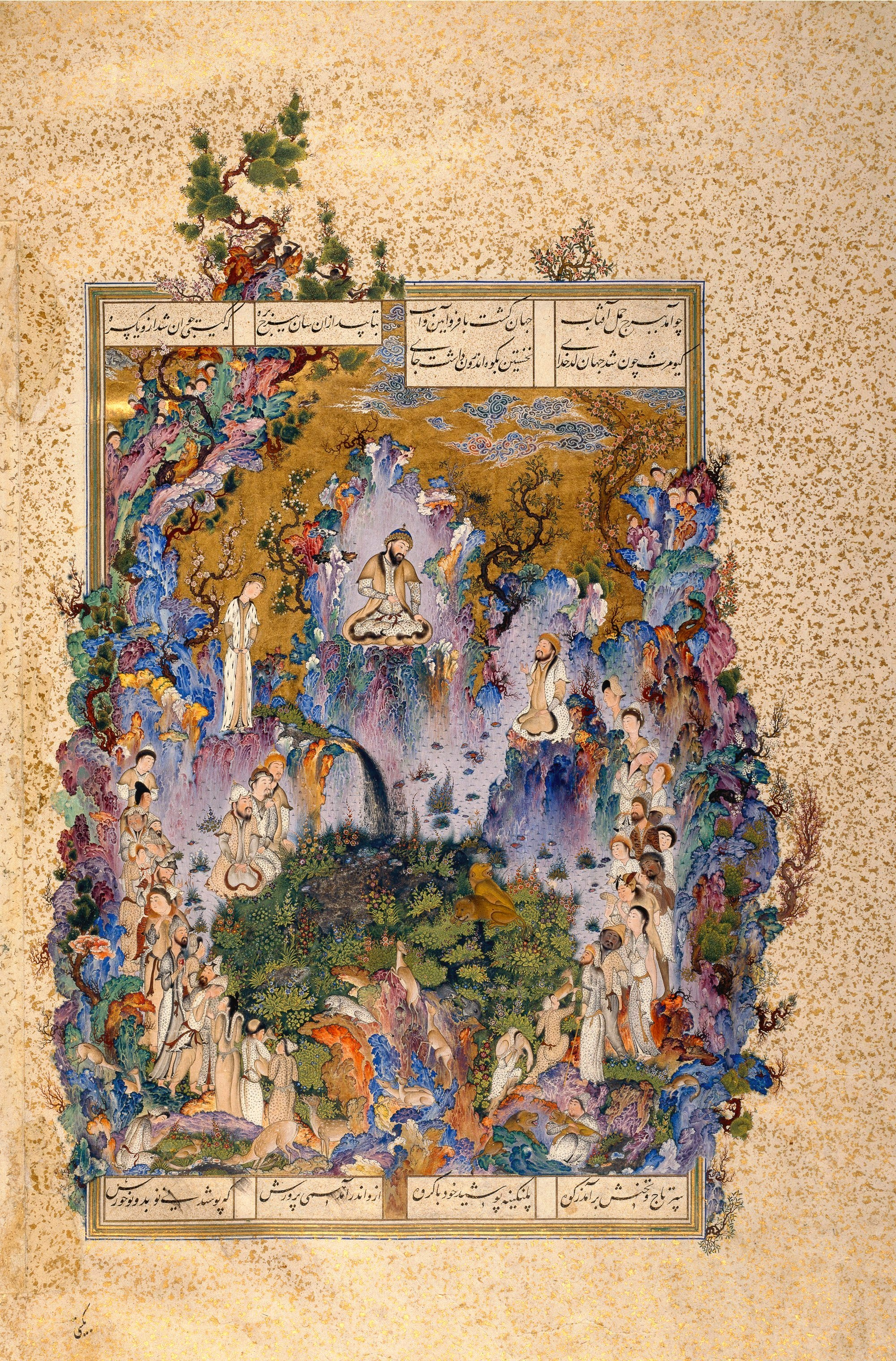
Dwór Gajomarsa, miniatura przypisywana Soltanowi Mohammadowi. Muzeum Agi Chana

Szahname szacha Tahmaspa, pers. شاهنامه شاه‌طهماسب (albo Szahname Houghtona, ang. Houghton Shahnameh) – rękopis Szahname wykonany dla szacha Tahmaspa (1524–1576) w latach ok. 1522 do ok. 1537, uznawany za najbardziej luksusową kopię Szahname w całej jej historii.

## Powstanie i ogólna charakterystyka

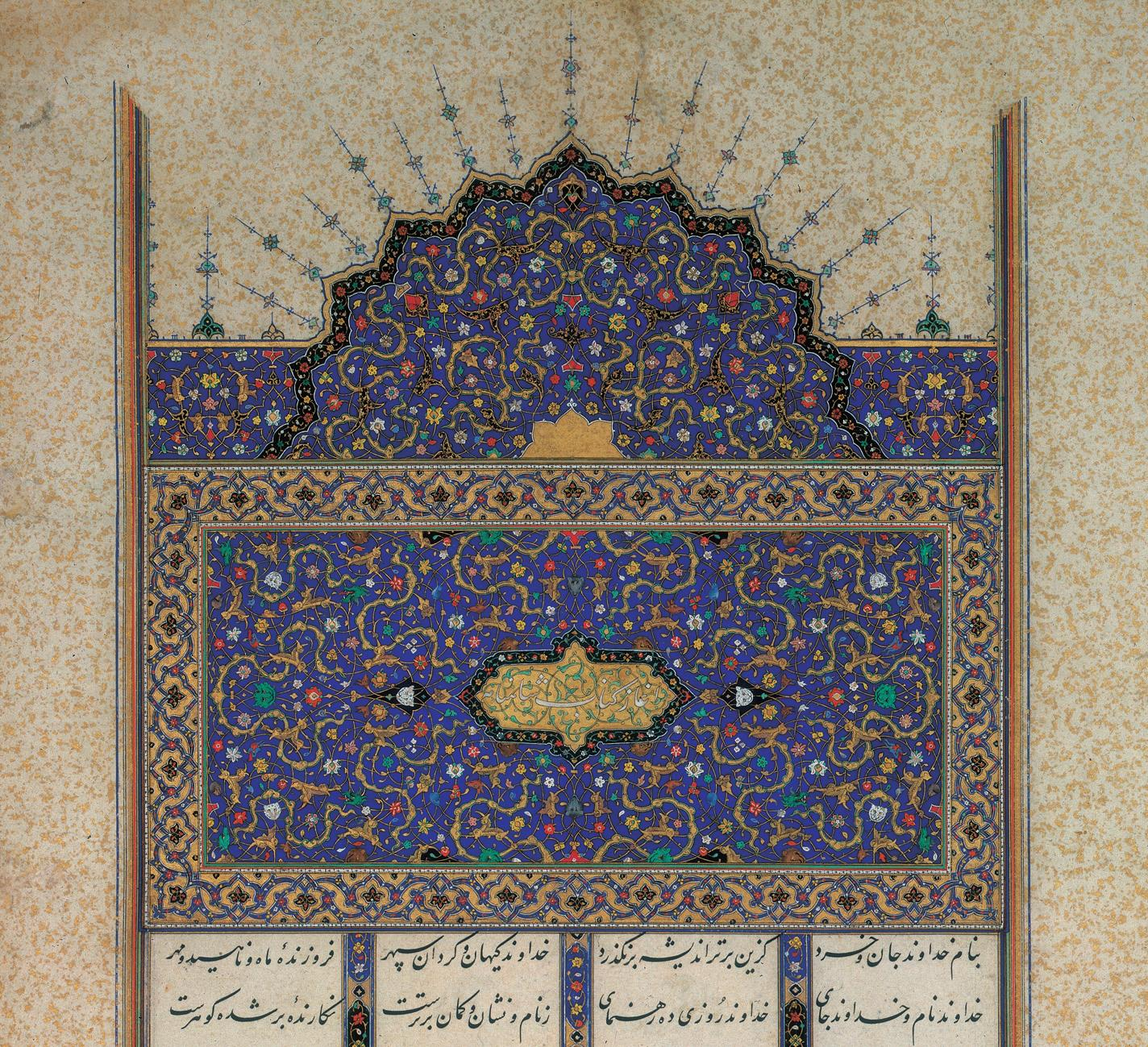
Iluminowany nagłówek (onwan). Muzeum Sztuki Współczesnej w Teheranie

Projekt wykonania królewskiego rękopisu Szahname podjęto już za panowania ojca Tahmaspa, Esma’ila (1501–1524), jednak pozostał on nieukończony (pozostały po nim cztery miniatury, z których trzy następnie zaginęły). Dickson i Welch proponowali, że to Esma’il zamówił luksusową kopię Szahname dla swojego syna w 1522, kiedy ten powrócił do Tebrizu po sześciu latach pobytu w dawnej stolicy Timurydów, Heracie. Być może jednak to sam Tahmasp zlecił wykonanie rękopisu w 1524, by uczcić w ten sposób objęcie przez siebie tronu, co było praktyką mającą w Iranie długą tradycję. Niezależnie od tego, czy pierwotna inicjatywa zlecenia prac nad Szahname wyszła od Esma’ila czy od jego syna, „rękopis jest ściśle związany z patronatem szacha Tahmaspa”.
Sprawując namiestnictwo Heratu Tahmasp, uczył się kaligrafii i rysunku, kiedy zaś powrócił do Tebrizu z pewnością towarzyszyli mu miejscowi kaligrafowie i miniaturzyści, choć część z nich prawdopodobnie już wcześniej przeniosła się do nowej stolicy. Ponoć to właśnie wtedy Behzad został zarządcą królewskiej kitab-chane. W rezultacie doszło do połączenia wyrafinowanego i intelektualnego timurydzkiego stylu z Heratu z krzykliwym i tętniącym życiem turkmeńskim stylem z Tebrizu, który ukształtował się za panowania Kara Kojunlu i Ak Kojunlu. Szahname szacha Tahmaspa jest rękopisem, w którym można zaobserwować proces syntezy tych dwóch stylów, który stał u podstaw nowego, safawidzkiego malarstwa. Jak zauważył Welch, ze względu na fakt, iż zawiera on aż dwieście pięćdziesiąt osiem miniatur, znacznie więcej niż jakikolwiek inny rękopis Szahname, jest on właściwie „podręczną galerią sztuki [...] w której możemy prześledzić ewolucję safawidzkiego malarstwa poprzez formatywne wczesne lata 20. XVI wieku aż do połowy lat 30. tego stulecia i później”.

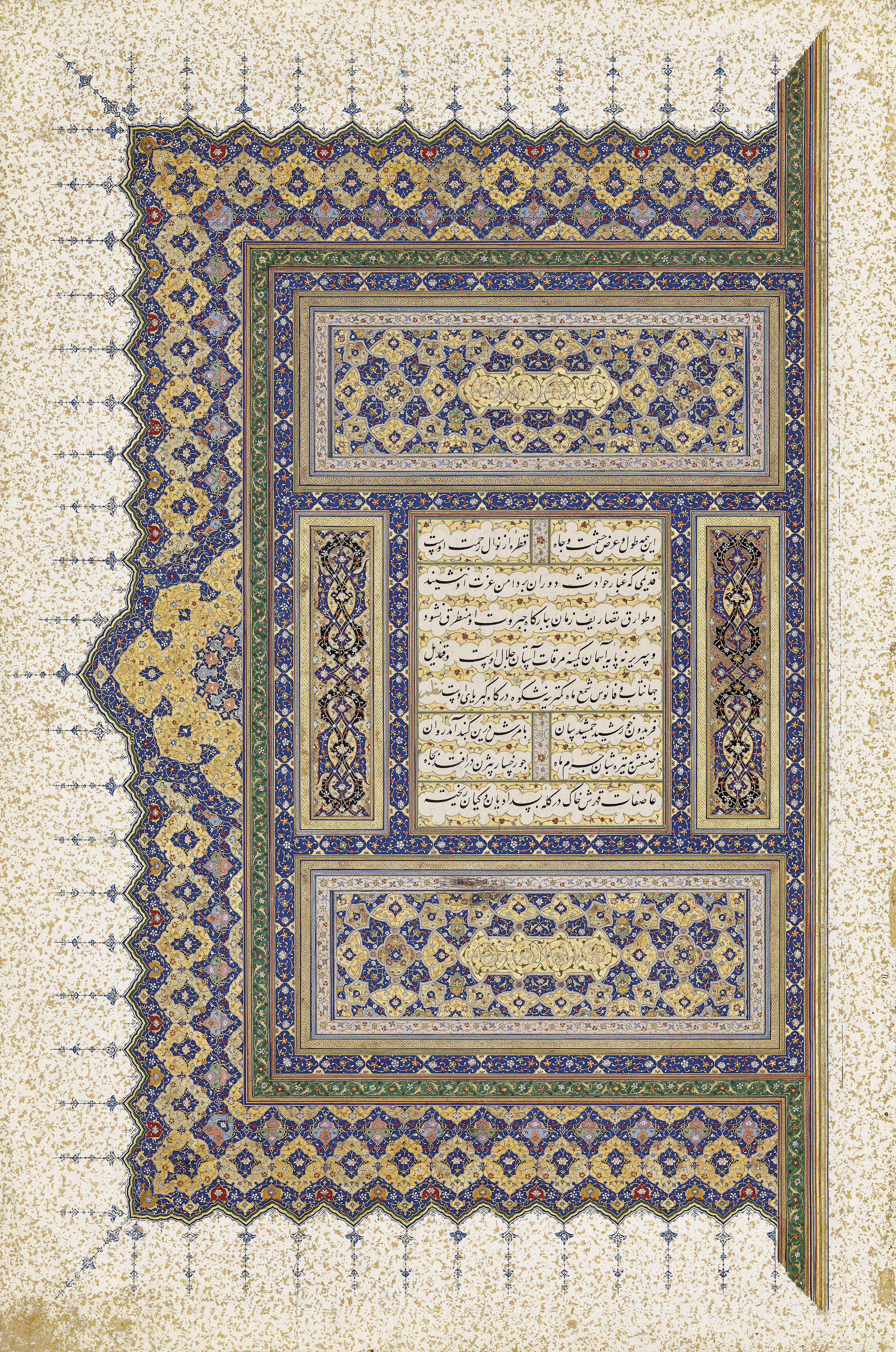
Lewa część iluminowanego frontyspisu ('sarlauh'). Muzeum Sztuki Współczesnej w Teheranie

Dickson i Welch zaproponowali trzy fazy pracy nad rękopisem. Pierwszą miał nadzorować Soltan Mohammad, drugą, począwszy od 1527, Mir Mosawwer, po nim zaś we wczesnych latach 30. prace nad Szahname miał koordynować Agha Mirak, bliski przyjaciel szacha (ci trzej malarze zostali wymienieni jako twórcy Szahname przez Dust Mohammada). Podczas gdy sekwencja obrazów generalnie podąża za chronologią – najwcześniejsze prace pojawiają się na początku rękopisu – niektóre zostały dodane później w pobliżu początku lub zamienione z wcześniejszą wersją tej samej sceny. W tym okresie stary Behzad był zarządcą królewskiej kitab-chane, ale najprawdopodobniej zajmował się jedynie ogólnym nadzorem nad projektem, nie zaś tworzeniem do niego ilustracji. Według Dicksona i Welcha w pracy nad rękopisem w sumie brało udział piętnastu malarzy, dwóch kaligrafów (jednym z nich mógł być sławny Szah Mahmud Niszapuri), przynajmniej dwóch iluminatorów, jeden lub dwóch introligatorów oraz niezliczona liczba pracowników spryskujących karty złotem, odznaczających marginesy i gładzących papier. Proces produkcji miał zakończyć się ok. 1537, jednak dwie dodatkowe miniatury zostały dodane ok. 1540.
Powstały w ten sposób rękopis składał się z 742 kart o rozmiarze 47 × 31,8 cm, ze zdobionymi złotym prószem marginesami, obiegającymi obramioną powierzchnię tekstową wielkości 26,9 × 17,7 cm. Szatę kaligraficzną przepisanego w nastaligh rękopisu dopełniała nieprzeliczona liczba drobnych iluminacji i wspomniane już dwieście pięćdziesiąt osiem miniatur. Brakuje w nim kolofonu, jednak zachowała się dedykacyjna rozeta (szamsa) z imieniem szacha Tahmaspa, w której ma źródło przyjęty współcześnie tytuł manuskryptu – Szahname-je szahi lub Szahname-je Szah Tahmasbi. W wyborze i potraktowaniu ilustracji ikonograficzny program rękopisu podejmuje dwa główne tematy, mianowicie wojnę, a w szczególności wojnę pomiędzy Iranem a Turanem, oraz boskie prawa królów, co odpowiada dwóm lejtmotywom eposu Ferdousiego. Jednocześnie ta ikonograficzna emfaza może być interpretowana jako bezpośredni komentarz na temat pełnych zamętu wczesnych rządów Tahmaspa, obfitujących w kolejne bitwy z Uzbekami i Osmanami.

## Malarstwo

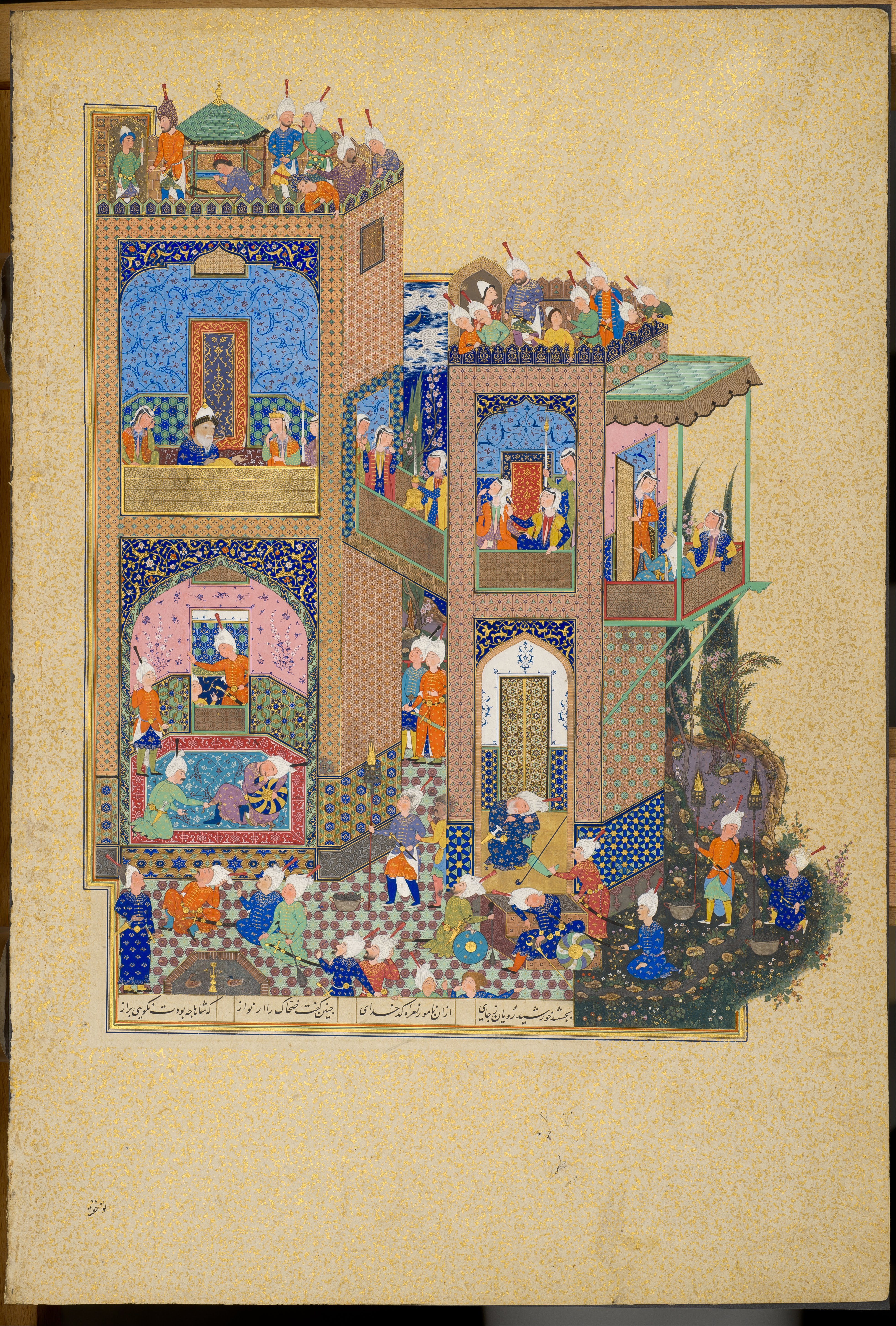
Koszmar nocny Zahhaka, miniatura przypisywana Mir Mosawwerowi. Muzeum sztuki islamskiej w Dosze

Dwieście pięćdziesiąt osiem miniatur rękopisu „jest niezwykle zróżnicowanych pod względem wizji twórczej, kompozycji, rysunku i palety barw, choć łączy je ta sama technika i precyzja wykończenia”. Wiele z tych obrazów przedstawia epizody Szahname nieilustrowane we wcześniejszych rękopisach, przy tym są one bardzo nierównej jakości, co przy tak wielkiej ich liczbie nie powinno dziwić. Niektóre z miniatur przypisywanych czołowym artystom dworu Tahmaspa, tj. wspomnianym już Soltanowi Mohammadowi, Mir Mosawwerowi i Agha Mirakowi, zaliczane są do arcydzieł perskiego malarstwa. Inne są dobrze wykonane, ale niczym szczególnym się nie wyróżniają, a zdarzają się również takie, które są kompozycyjnie banalne, wręcz nudne. Wydaje się, że w środkowej części rękopisu konieczność szybkiego stworzenia wielu ilustracji podyktowała formułę obrazu łączącego zapisaną powierzchnię ze sporą porcją tekstu, przy kompozycji samej miniatury ograniczonej do minimum istotnych postaci lub innych elementów w możliwie najprostszym otoczeniu, często z wyzierającą pustką w centrum. Pozostaje faktem, iż obecnie Szahname szacha Tahmaspa „jest prawdopodobnie najczęściej reprodukowanym [...] ilustrowanym rękopisem klasycznego perskiego tekstu”.

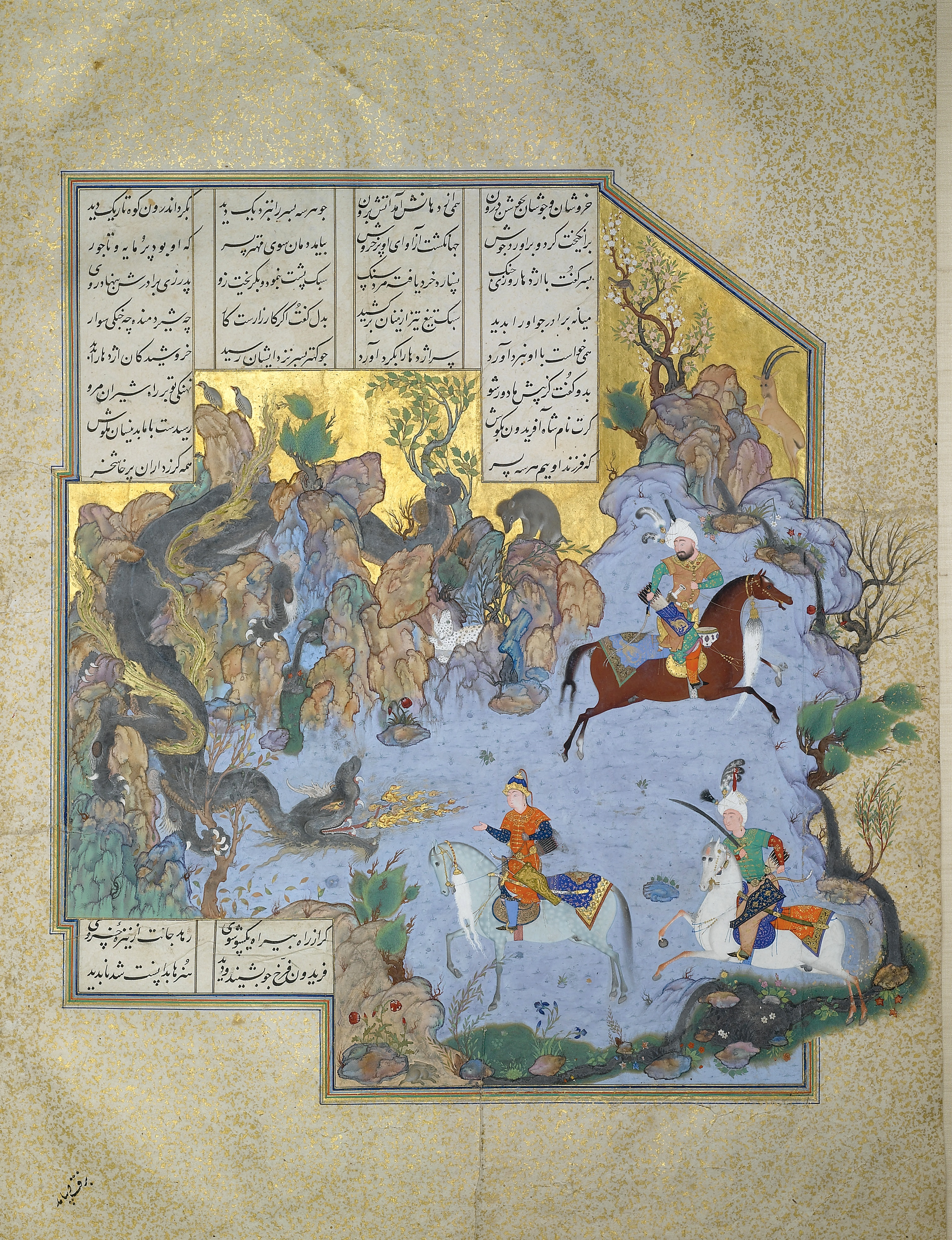
Feridun w postaci smoka wystawia na próbę swoich synów, miniatura przypisywana Agha Mirakowi. Muzeum Agi Chana

Ilustracje były wykonywane przez jednego artystę, lub artystę i jego ucznia (czeladnika). To przede wszystkim przedstawienia różnych starć, tak częstych w Szahname, były delegowane do wykonania przez uczniów, którzy posługiwali się wyżej opisaną uproszczoną kompozycją. Jedynie trzy miniatury są sygnowane, tylko jedna zaś jest datowana (jest to Ardaszir i służka Golnar (fol. 516v) datowana na 934 A.H./1527/28 n.e.). W tej sytuacji ustalenie autorstwa poszczególnych obrazów opiera się na atrybucji, która biorąc pod uwagę także wyżej opisany fakt, iż niektóre miniatury nie są dziełem jednego malarza, pozostaje mniej lub bardziej spekulatywna.

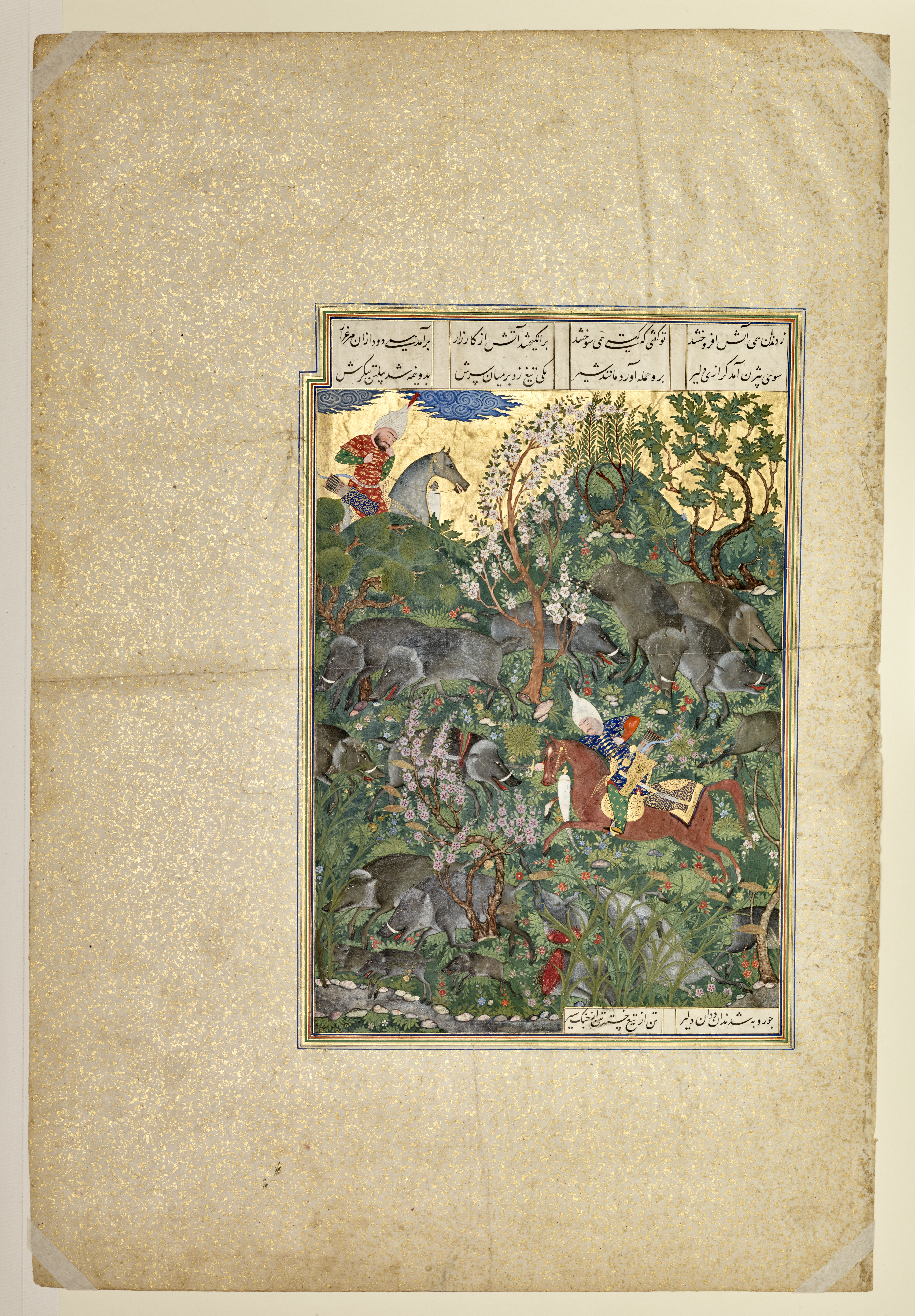
Bizhan zabija dziki Irmana, miniatura przypisywana Abd–al-Wahhabowi. Dallas Museum of Art

Najsłynniejsza miniatura w księdze i „zdaniem wielu znawców najwybitniejsza ze wszystkich perskich ilustracji rękopiśmiennych w ogóle, przedstawia Dwór Gajomarsa” (zobacz ilustracja). Już Dust Mohammad, dzięki któremu wiadomo, iż została ona wykonana przez Soltana Mohammada, pisząc w 1544, podkreślał jej wyjątkowość w stosunku do innych obrazów powstałych podczas rządów Tahmaspa. Na obrazie mityczny pierwszy władca Iranu, Gajomars, roztacza swe panowanie ze szczytu góry, poniżej której znajdują się ludzie i zwierzęta, w obecności Gajomarsa potulne niczym baranki. Szach spogląda ze smutkiem na klęczącego po jego prawej stronie syna Sijamaka, który zginie w bitwie z czarnym dewem. Naprzeciw Sijamaka stoi jego syn, Huszang, który pomści śmierć ojca i obroni irański tron. Obraz jest przykładem mistrzowskiej kompozycji, skupiającej uwagę widza na znajdującym się w jej szczytowym punkcie Gajomarsie, przy czym duża liczba przedstawionych postaci nie przeszkodziła malarzowi w nadaniu każdej z nich jakiegoś indywidualnego rysu. Pod wieloma względami jest to szczytowe osiągnięcie turkmeńskiego stylu z Tebrizu, z bujną zielono–żółtą szatą roślinną, utkanymi kwieciem drzewami na tle złotego nieba i chińskimi chmurkami, oraz pokrytymi tu i ówdzie kępkami traw formacjami skalnymi mieniącymi się jaskrawszymi barwami i przybierającymi jeszcze bardziej fantastyczne kształty. Jednocześnie wyrafinowanie szczegółu i psychologiczna charakteryzacja być może przewyższają nawet obrazy Behzada, ta zaś pełna detali, jeśli nie wręcz zatłoczona kompozycja, ma zarówno przejrzystą strukturę, jak i wyraźnie wyodrębnione poszczególne elementy.

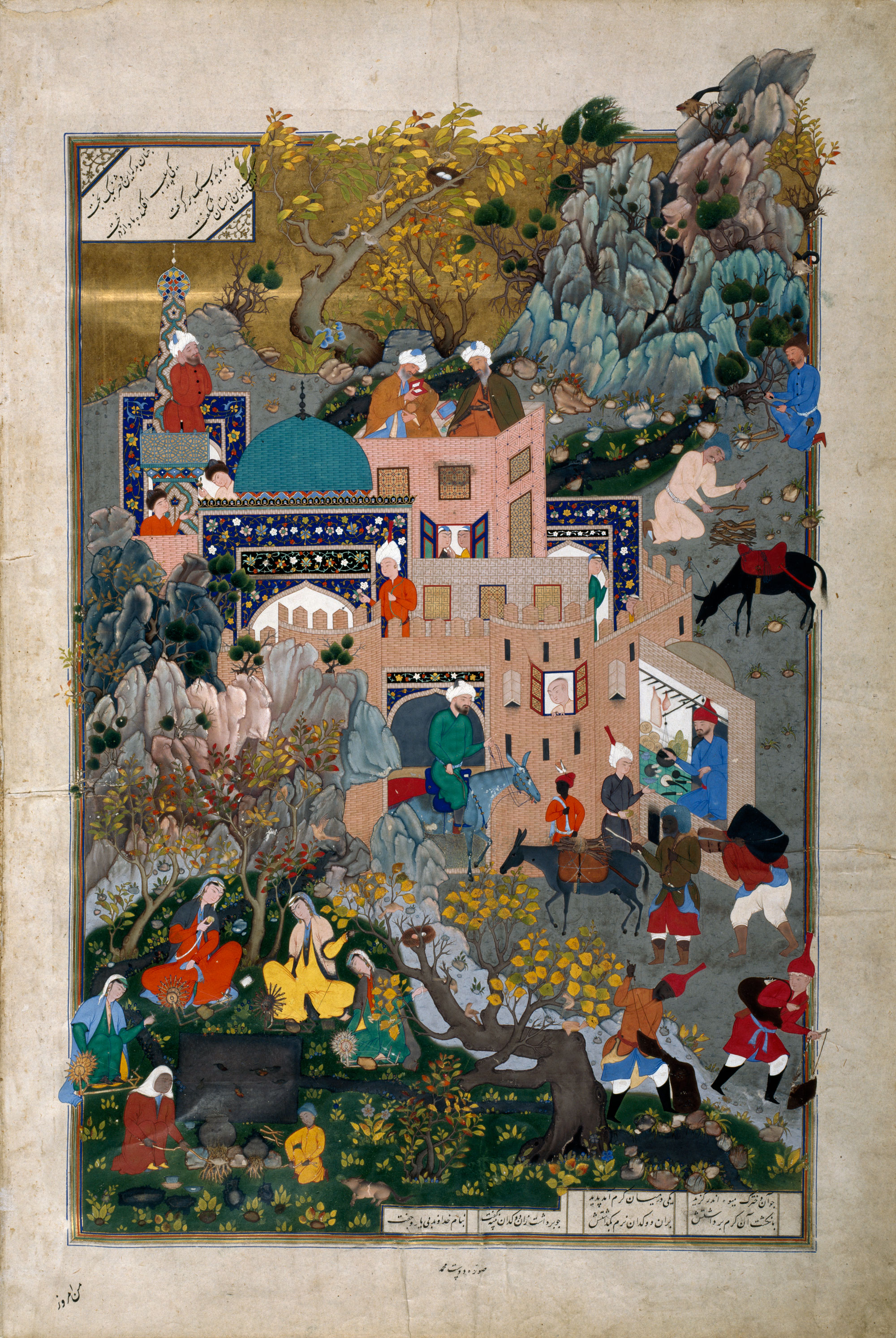
Historia Haftwada i robaka, miniatura sygnowana przez Dust Mohammada. Muzeum Agi Chana

Jeśli Dwór Gajomarsa jest szczytowym osiągnięciem malarstwa utrzymanego w stylu turkmeńskim, to przypisywany Mir Mosawwerowi Koszmar nocny Zahhaka stanowi apogeum tradycji wywodzącej się ze szkoły Herackiej. Zgodnie z Szahname Eblis podstępem skłonił księcia Zahhaka do ojcobójstwa i zagarnięcia tronu, po czym w przebraniu odwiedził dwór uzurpatora i za jego zgodą złożył na jego ramionach pocałunki. Wtedy z obu barków nowego szacha wyrosło po jednej żmii, które domagały się codziennie ludzkich mózgów do pożarcia. Pewnej nocy Zahhakowi przyśniła się własna śmierć z rąk bohatera dzierżącego maczugę zakończoną podobizną głowy wołu. Miniatura przedstawia moment, w którym białobrody władca zerwał się ze snu. Siedzi na balkonie w górnym lewym narożu kompozycji, jednak uwaga patrzącego jest skierowana przede wszystkim na zachowanie dworzan i ich reakcje na usłyszany krzyk. Kilku na ziemi jest zbyt daleko by cokolwiek usłyszeć, więc niczego nieświadomi śpią dalej, podczas gdy kobiety z haremu na pierwszym piętrze przekazują sobie wieść o zdarzeniu i na znak zdumienia przykładają palce wskazujące do ust. Strażnicy na tarasie wychylają się zza balustrady i patrzą w dół, by sprawdzić, co się dzieje. Na to, że scena dzieje się w nocy, wskazuje jedynie pas granatowego nieba z sierpem księżyca pomiędzy dwoma skrzydłami pałacu. Każdy dworzanin ma odmienne rysy twarzy, gesty i szaty, na obrazie można też zobaczyć bogatą gamę wzorów ułożonych z płytek okładzinowych. Forma architektoniczna, której detale zostały ukazane z finezją przejętą bezpośrednio z tradycji Behzadowskiej, dyktuje układ kompozycji.

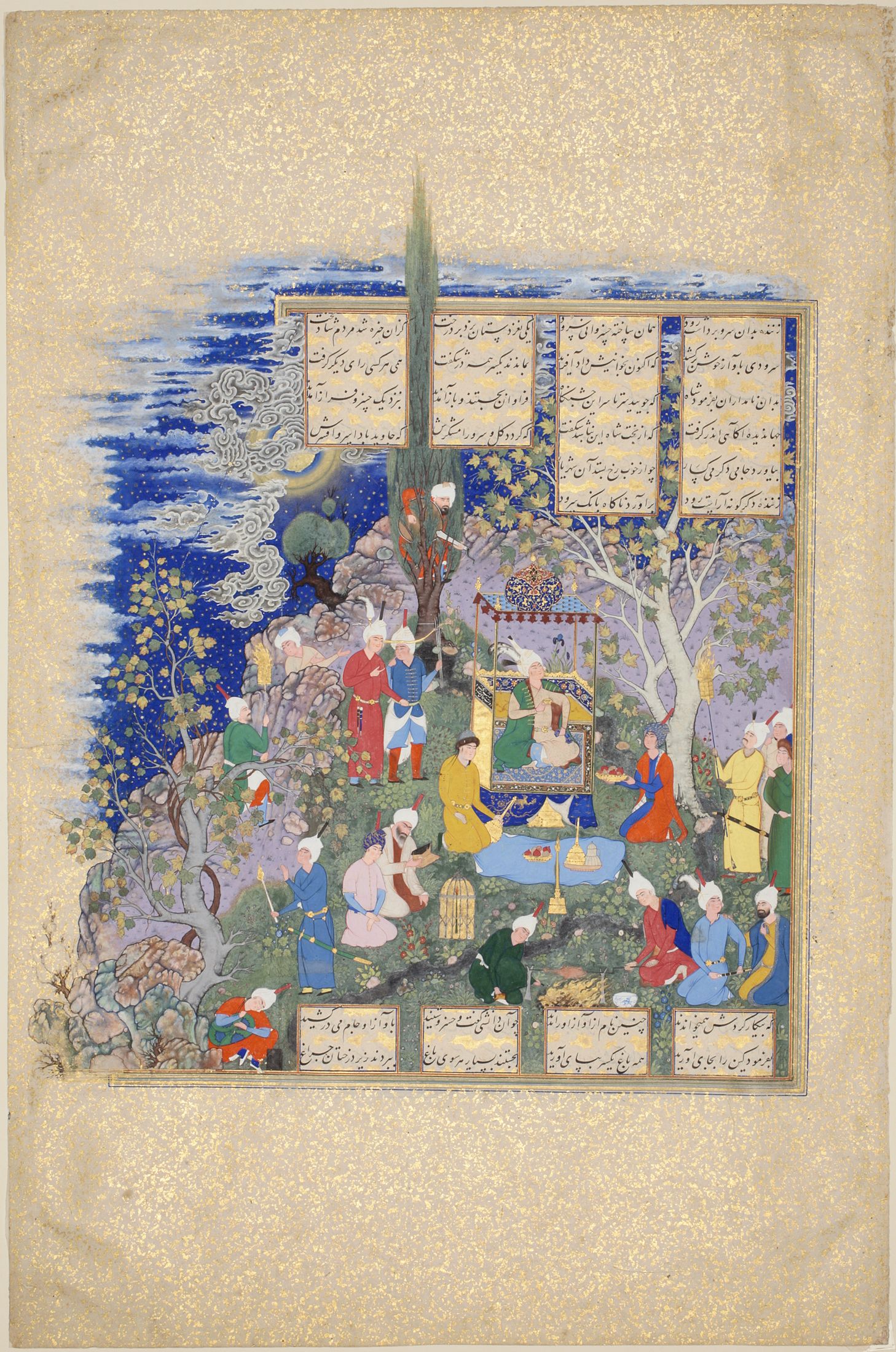
Muzyk Barbad ukrywa się w gałęziach drzewa, miniatura przypisywana Mirzie Alemu. The Nasser D. Khalili Collection of Islamic Art

Za mistrzowski pokaz operowania przestrzenią obrazu uchodzi Feridun w postaci smoka wystawia na próbę swoich synów, miniatura przypisywana Agha Mirakowi. Tworzący łuk po lewej stronie obrazu smok jest równoważony przez postaci trzech synów na koniach, którzy prowadzą patrzącego od dolnego centrum do prawego górnego naroża. W ten sposób widz skupia się nie tylko na głównym starciu pomiędzy jeźdźcem a smokiem na pierwszym planie, ale również odkrywa reakcje dwóch innych jeźdźców. Najstarszy, Salm, ucieka, twierdząc, iż nikt o zdrowych zmysłach nie będzie walczył ze smokiem. Środkowy, Tur, przygotowuje się do ataku na bestię, tak jakby walczył ze zwykłym ludzkim przeciwnikiem. Najmłodszy, Iradż, nie ustępując, ogłasza smokowi, że ten ma odejść, ponieważ on i jego bracia są synami Feriduna i wojownikami jak ich ojciec. Twarze synów Feriduna oddają ich wiek i osobowość – brodaty Salm ma uniesione powieki i wytrzeszczone oczy, wyrażające jego strach przed smokiem; wąsaty Tur postępuje naprzód, dobywając szabli i patrząc wprost na bestię; pozbawiony zarostu młody Iradż, z wysuniętą ręką, wyprostowaną postawą i spokojną twarzą emanuje odwagą i spokojem w obliczu niebezpieczeństwa. Kontrast pomiędzy wielobarwnymi, wystającymi skałami, pomiędzy którymi wije się smok, a lawendowo–niebieskim podłożem, na którym znajdują się konie, odzwierciedla kontrast pomiędzy dziką gwałtownością smoka a cywilizowaną naturą koni i jeźdźców. Przy tym podobnie jak w Dworze Gajomarsa skały objawiają wiele ukrytych groteskowych twarzy obok prawdziwych zwierząt, takich jak koziorożec, irbis śnieżny, niedźwiedź i góropatwa, które obserwują rozgrywający się przed nimi dramat. Agha Mirak zdaje się łączyć ze sobą elementy dzieł Soltana Mohammada z harmonijną kompozycją zaczerpniętą od Behzada i jego naśladowców.

## Późniejsze losy

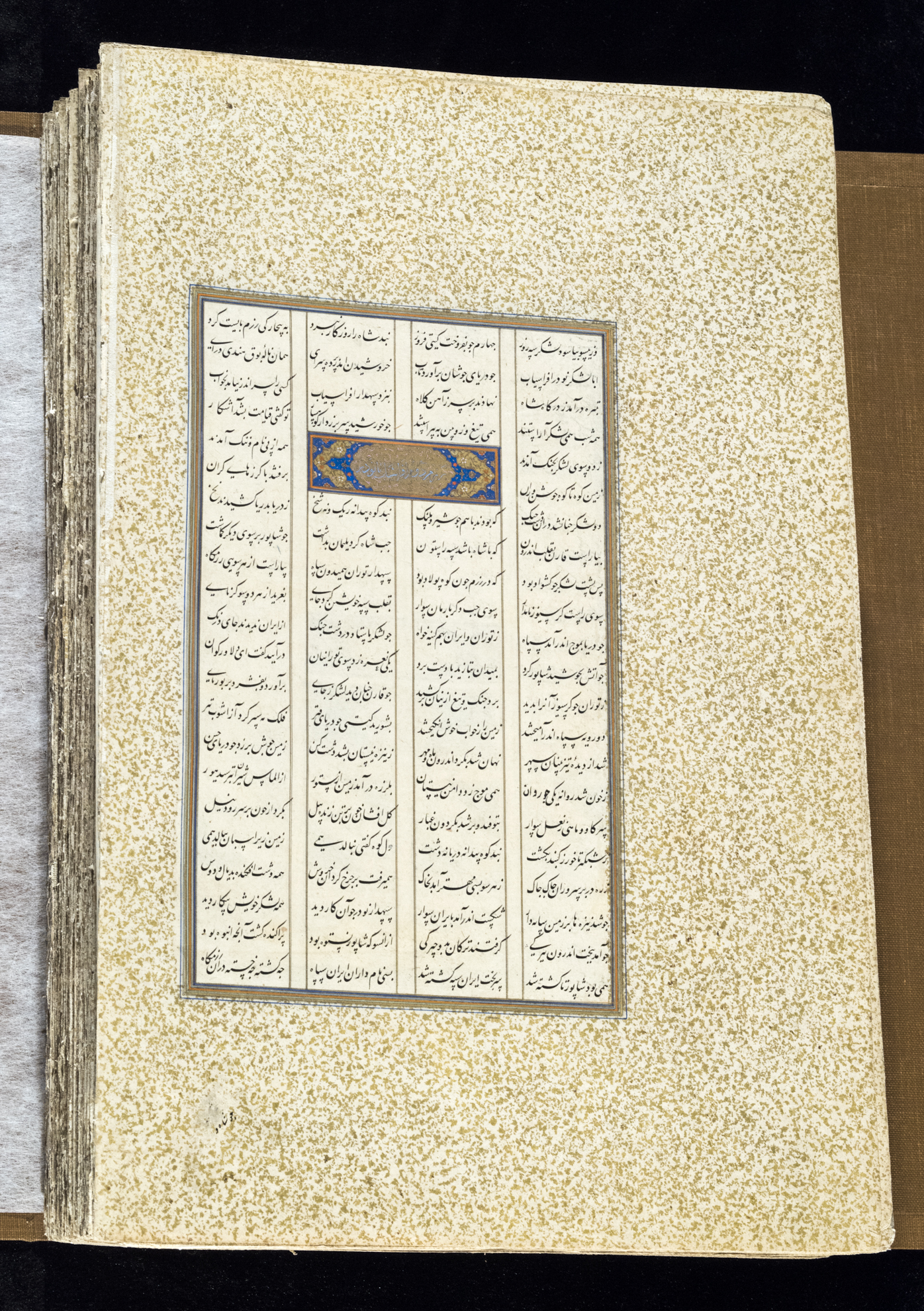
Oddzielone od całości karty Szahname szacha Tahmaspa w Muzeum Sztuki Współczesnej w Teheranie

Jak wynika z zapisów kronikarzy, w drugiej połowie swojego życia Tahmasp przestał interesować się sztuką książki i z tego okresu nie zachował się żaden ilustrowany miniaturami królewski rękopis. O tym, jak bardzo cenił swoją Szahname, świadczy fakt, że w 1567 ofiarował ją sułtanowi Selimowi II (1566–1574) jako prezent z okazji objęcia tronu i wstęp do rokowań pokojowych. Rękopis ofiarowany przez Tahmaspa pozostał w bibliotece pałacu Topkapi co najmniej do 1801, kiedy to strażnik broni w skarbcu sułtańskim Mehmet Arif zapisał streszczenia opowieści z Szahname na kartach miniatur. Znajdująca się nadal w doskonałym stanie księga do 1903 weszła w posiadanie Edmonda de Rotschilda, który w tym roku wypożyczył ją na wystawę w Musée des Arts Décoratifs. W 1959 Rothschildowie sprzedali manuskrypt amerykańskiemu przedsiębiorcy Arthurowi Houghtonowi, za którego sprawą „rękopis, który przetrwał bez uszczerbku ponad 400 lat” został rozczłonkowany „i dokonało się haniebne dzieło zniszczenia integralności jednego z najwspanialszych arcydzieł sztuki muzułmańskiej”. W 1970 Houghton podarował siedemdziesiąt osiem miniatur rękopisu Metropolitan Museum of Art, w 1976 zaś sprzedał pewną ilość oddzielonych folio poprzez dom aukcyjny Christie’s. Do swojej śmierci w 1990 sprzedał kilka następnych folio, po czym jego spadkobiercy wymienili pozostałą część tekstu wraz z oprawą i stu osiemnastoma miniaturami z Muzeum Sztuki Współczesnej w Teheranie, otrzymując w zamian obraz Willema de Kooninga. Obecnie Szahname szacha Tahmaspa pozostaje rozproszona w wielu różnych muzeach i prywatnych kolekcjach.